# Тарч (Московское государство)

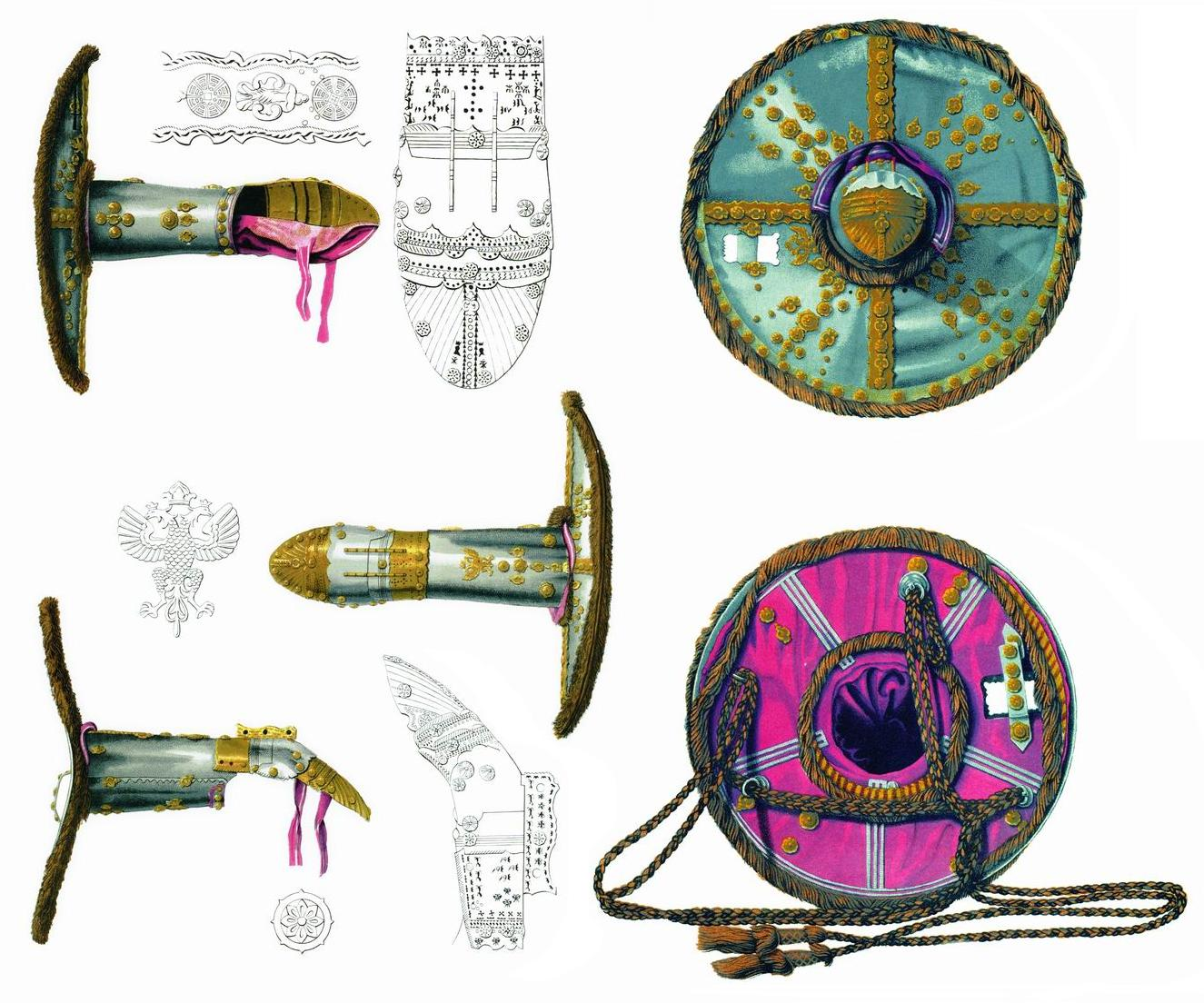
Изображения тарча из книги Ф. Г. Солнцева «Древности Российского государства», 1853 год.

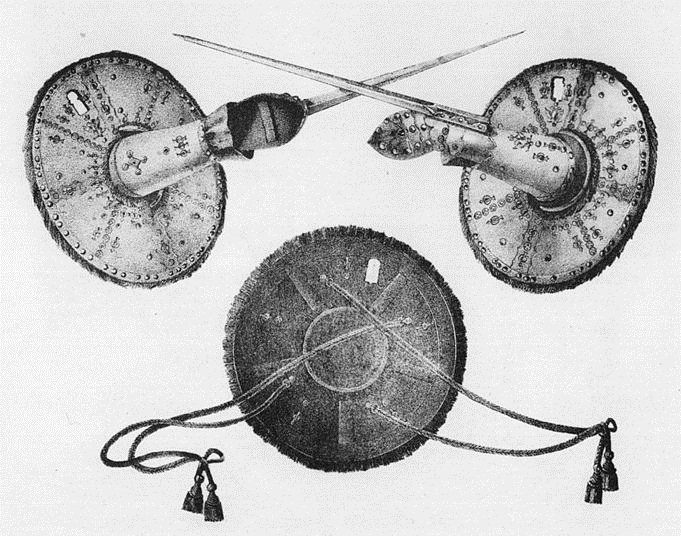
Изображения тарча

Тарч, также торч (пол. tarcz, от старофр. targa — щит; др.-в.-нем. zarge) — личное защитное вооружение XVI—XVII веков, щит с железной рукавицей, надеваемой на левую руку, и снабжённый клинком.
Тарч в России известен по единственному экземпляру, хранящемуся в Оружейной палате. Прежде такой щит считался распространённым на территории Русского царства, однако некоторыми современными учёными это ставится под сомнение. Также имел название сторч или старч. Воин с тарчем — тарчевник.

## Описание
Щит из Оружейной палаты интересен наручем — железным рукавом, надеваемым на левую руку. К переднему концу рукава прикреплялся узкий клинок типа шпаги. Щит достаточно большого размера, поэтому в верхней части имеет отверстие или окошко сложной формы для улучшения обзора. Отличается очень большой массой — около 8 кг, поэтому снабжён ремнями для крепления к туловищу, чтобы снять нагрузку с руки воина.
Наиболее близкими аналогиями тарчу считаются так называемые траншейные рондаши, имевшие ограниченное распространение в Западной Европе в XVI—XVII веках. Однако в них наруч лежал в плоскости щита, а не был перпендикулярен ей.

## Происхождение и распространённость
В собрании Оружейной палаты впервые упоминается в описи 1687 года. А. Ф. Вельтман в «Древностях Российского государства» утверждает, что данный щит принадлежал к немецкому латному вооружению. Отмечается, что в статейных книгах 1591 года упоминается присылка королём Сигизмундом коней, к сёдлам которых были прикреплены тарчи. Однако, по мнению С. П. Орленко, тарчами в данном случае было названо клинковое оружие наподобие кончаров.
По предположению Висковатова, тарч применялся только при обороне крепостей, так как для полевого боя он был крайне неудобен. Этого мнения придерживался и Винклер, отмечая также его крайнюю редкость.
С. П. Орленко считал, что тарч из Оружейной палаты представляет собой единичный (экспериментальный) образец вооружения, возможно, произведённый кем-то из западноевропейских мастеров, работавших в Оружейной палате в 1656—1660 годах. Исследователь приходит к заключению, что такой щит воинами не употреблялся, так как был непригоден для боевого применения. Тем не менее художники XIX века любили изображать данный щит, иллюстрируя эпизоды русской военной истории.

Тарч с наручем в живописи XIX — начала XX века
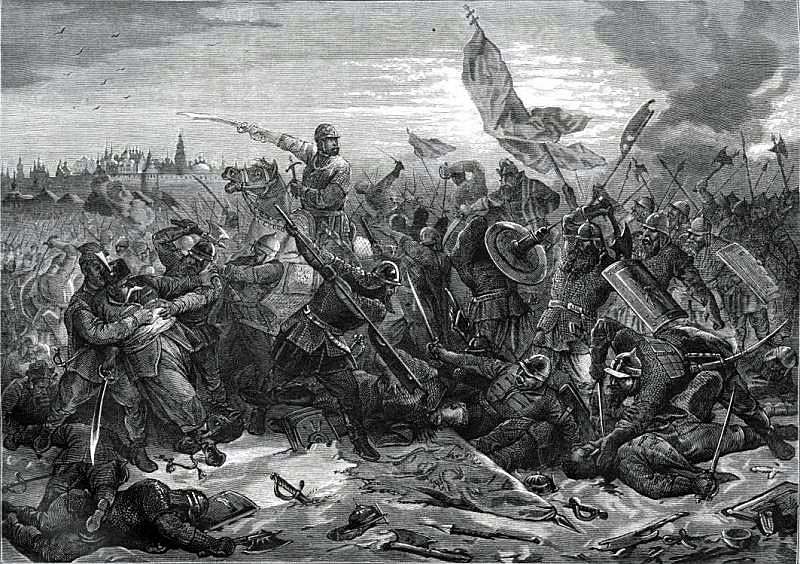
«Битва князя Пожарского с гетманом Ходкевичем под Москвой» (в центре — воин с тарчем). Гравюра Поца (с оригинального рисунка Коверзнева), 1910 год
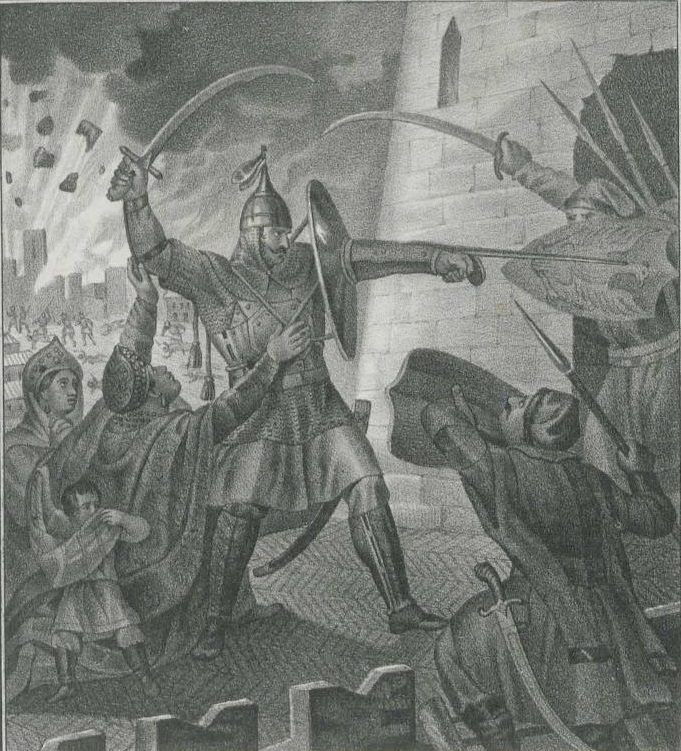
Чориков Б. А. Оборона Смоленска от поляков
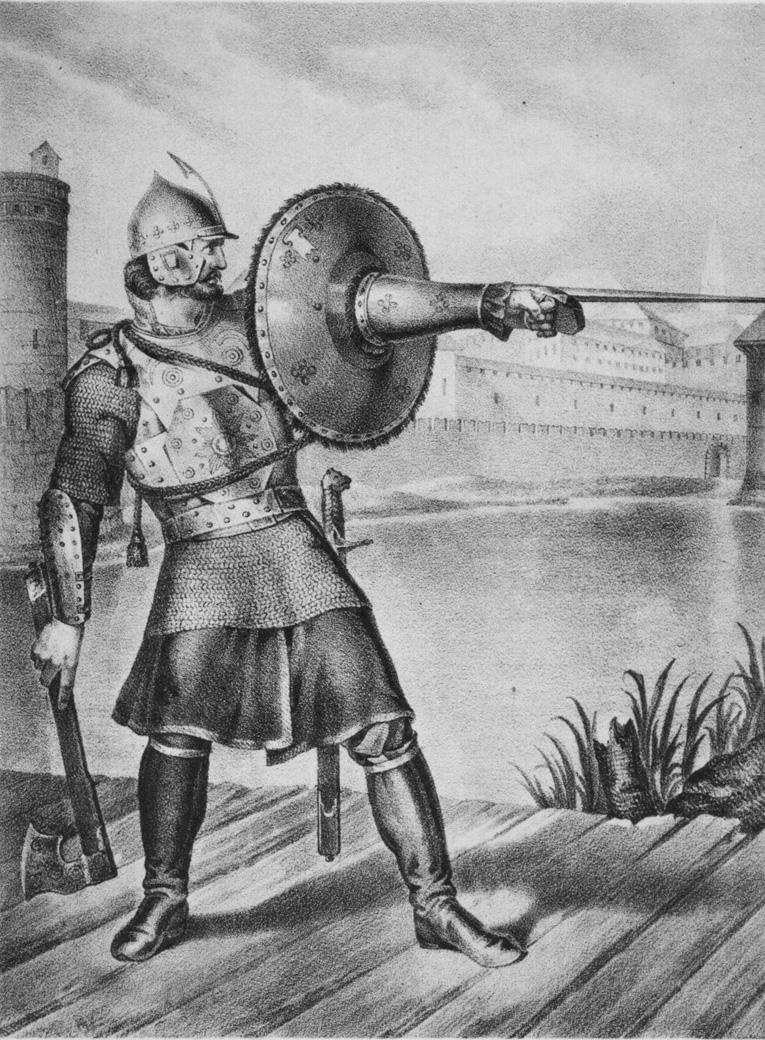
Ратник с топором и тарчем на фоне Московского Кремля XVII века